# 奈半利港
奈半利港（なはりこう）は、高知県の奈半利町にある港湾。港湾法上の地方港湾に指定されており、県の一次防災拠点港にも指定されている。

## 概要
- 高知県東部に位置する奈半利港は、掘込式の港で奈半利川河口左岸にあり、紀貫之の「土佐日記」に“なはのとまり”と記されるなど歴史がある。
- 1948(昭和23)年に指定港湾に編入され、1953(昭和28)年に現在の場所で着工された[2]。
- 2005(平成16)年8月に高知県で初のみなとオアシス登録港となった[3]。

## 主な施設
- 港口南防波堤、東防波堤[4]。
- 西内港新岸壁(-5.5ｍ)耐震強化岸壁[4][2]
- 新内港東・西岸壁(-4.5ｍ)[4]
- 籠尾ドック
  - 船舶修繕を主に実施。

### その他の施設
- 奈半利港緑地公園(32,789m2)[2]

## 参考資料
1. ↑  “防災拠点港の配置計画”.  高知県. 2015年2月23日閲覧。
2. 1 2 3  “奈半利港”.   社団法人日本埋立浚渫協会. 2015年2月22日時点のオリジナルよりアーカイブ。2015年2月22日閲覧。
3. ↑  “みなとオアシス奈半利”.   高知t港湾・空港整備事務所. 2015年2月22日閲覧。
4. 1 2 3  “奈半利港岸壁等の区域図”.  高知県. 2015年2月22日閲覧。